# Nguyễn Thanh Tuấn
Nguyễn Thanh Tuấn (1954) là một vị tướng của Quân đội Nhân dân Việt Nam.

## Thân thế và sự nghiệp
Trước đó, ông từng giữ chức Phó Cục trưởng Cục Chính trị Quân khu 5
Năm 2008, bổ nhiệm giữ chức Cục trưởng Cục Chính trị Quân khu 5
Năm 2010, bổ nhiệm giữ chức Cục trưởng Cục Tuyên huấn, Tổng cục Chính trị
- Thiếu tướng (2008), Trung tướng (2012)
- Năm 2014, nghỉ hưu